# Cesar Suzaku
Cesar Suzaku (朱雀天皇 Suzaku-tennō, 7. september 923 - 6. september 952) je bil 61. japonski cesar v skladu s tradicionalnim redom nasedstva. Suzaku je vladal med leti 930 in 946.

## Tradicionalna zgodba
Pred zasedbo krizantemskega prestola je bilo njegovo osebno ime (imina) Hiroakira-shinnō. Znan je bil tudi kot Yutaakira-shinnō (寛明親王).
Hiroakira-shinnō je bil 11. sin cesarja Daiga in cesarice družice Onshi, hčerke regenta in velikega ministra državnega sveta, Fujiwara no Mototsuneja. Suzaku je imel dve cesarici ali družici in eno cesarsko hčerko.

### Dogodki tekom življenja cesarja Suzakuja
Suzakujev starejši brat je nepričakovano umrl mlad, kot tudi njegov sin. Ti prezgodnji smrti sta odprl pot za Suzakujev pristop k prestolu.
- 16. oktober 930 (Enchō 8, 22. dan 9. meseca): v 33. letu vladavine (醍醐天皇三十三年) cesar Daigo abdicira; nasledstvo (senso) prejme njegov 11. sin Hiroakira-shinnō (znan tudi kot Yutaakira-shinnō).[9]
- 930 (Enchō 8, 11. mesec): osemletni cesar Suzaku zasede prestol (sokui).
- 16. maj 931 (Enchō 9, 26. dan 4. meseca): sprememba imena ere označuje začetek vladavine novega cesarja.[10]
- 5. avgust 931 (Jōhei 1, 19. dan 7. meseca): nekdanji cesar Uda umre pri starosti 65 let.[11]
- 932 (Jōhei 2, 8. mesec): udaijin ("minister na desni") Fujiwara no Sadakata (873–932) umre pri starosti 65 let.[12]
- 933 (Jōhei 3, 8. mesec): dainagon (svetnik) Fujiwara no Nakahira je imenovan za udaijina. Nakahira je brat sesshōja (regenta) Fujiwara Tadahira.[13]
- 933 (Jōhei 3, 12. mesec): Deset glavnih dostojanstvenikov cesarstva gre lovit sokole v provinco Owari. Sleherni je izgledal veličastno v svoji formalni lovski opravi.
- 935 (Jōhei 5): Velika temeljna osrednja dvorana (kompon chūdō) na gori Hiei zgori.
- 7. september 936 (Jōhei 6, 19. dan 8. meseca): Fujiwara no Tadahira je imenovan na položaj daijō-daijina (ministrski predsednik); v istem času je Fujiwara no Nakahira imenovan za sadaijina ("ministra na levi"), Fujiwara no Tsunesuke pa za  udaijina.
- 937 (Jōhei 7, 12. mesec): Nekdanji Cesar Yōzei praznuje 70. rojstni dan.
- 937 (Jōhei 8, 4. mesec): V prestolnici Heian čutijo med 10. in 29. dnevom meseca serijo šibkih potresov.[14]
- 940 (Tengyō 2): Taira no Masakado vodi iz regije Kantō večji upor tega časa (ti. Jōhei Tengyo no ran) in se razglasi za cesarja, a ga porazi vojska Taira no Sadamorija.
- 941 (Tengyō 3): Fujiwara no Sumitomo priredi vstajo na vzhodu, a ga porazi vojska Tachibana Tōyasuja.
- 946 (Tengyō 9, 4. mesec): Suzaku abdicira po šestnajstletni vladavini.[15] Nasledi ga mlajši brat, ki postane cesar Murakami.
- 6. september 952 (Tenryaku 6, 15. dan 8. meseca): Suzaku je umrl pri starosti 30 let.

Dejansko mesto cesarjevega groba je znano. Tradicionalno ga častijo v spominskem šintoističnem svetišču (misasagi) v Kjotu. Uprava japonskega cesarskega dvora je imenovala to mesto za Suzakujev mavzolej. Formalno se imenuje Daigo ne misasagi v okrožju Fushimi-ku v Kjotu (blizu budističnega templja Daigo-ji).

### Kugyō
Kugyō (公卿) je skupni izraz za peščico najbolj vplivnih moških, delujočih na dvoru japonskega cesarja v času pred obdobjem Meiji.
Večino časa so to elitno skupino sestavljali samo trije ali štirje možje naenkrat. Njihovo družinsko ozadje in izkušnje so jih pripeljale do vrha družbe. V času vladavine cesarja Suzakuja so vrh organa Daijō-kan sestavljali: 
- Sesshō, Fujiwara no Tadahira, 880-949.
- Kanpaku, Fujiwara no Tadahira.
- Daijō-daijin, Fujiwara no Tadahira.
- Sadaijin, Fujiwara no Tadahira .[18]
- Sadaijin, Fujiwara no Nakahira.
- Udaijin, Fujiwara no Sadakata (藤原定方).
- Udaijin, Fujiwara no Nakahira.
- Udaijin, Fujiwara no Tsunesuke (藤原恒佐).
- Udaijin, Fujiwara no Saneyori, 900-970.
- Naidaijin
- Dainagon, Fujiwara no Nakahira.

## Obdobjanengōtekom vladavine cesarja Suzakuja
Leta vladavine cesarja Daiga sovpadajo z več kot enim imenom ere nengō.
- Enchō (923-931)
- Jōhei (931-938)
- Tengyō (938-947)

## Družice in otroci
Družica (Nyōgo): princesa Hiroko/Kishi (熙子女王; u. 950), hčerka prestolonaslednika Yasuakira (sin cesarja Daiga)
- Cesarska princesa Masako (昌子内親王, 950-999), Cesarica družica cesarja Reizeija

Družica (Nyōgo): Fujiwara no Yoshiko (藤原慶子; u. 951), Fujiwara no Saneyorijeva hčerka